# Окубака
Окубака (Okoubaka aubrevillei) е рядък дървесен вид, разпространен в тропическите гори на Западна и Централна Африка. Смятан е за най-голямото известно паразитно растение.

## Етимология
Името „окубака“ произлиза от термина oku baku на анийн (език, говорен предимно от народите в Кот д'Ивоар), означаващ „дърво, което причинява смъртта на околната растителност“ или „дърво с алелопатични свойства“, или просто „дърво на смъртта“.

## Описание
Дървото окубака се счита за трофофит, което означава, че е адаптирано към среда, която редува периоди на обилни валежи и суши. То е широколистно и еднодомно, което означава, че съдържа мъжки и женски репродуктивни цветни части.
Може да достигне 40 метра височина, а стволът може да достигне 3 метра ширина. Дървото образува едра храстовидна корона и има прав и цилиндричен ствол. Кората му е груба и обикновено червеникавокафява.

## Екология
Окубака е полупаразит, което означава, че е паразитно при естествени условия, но е фотосинтезиращо до известна степен. Известно е, че паразитира на тиама (Entandrophragma angolense от семейство Махагонови), афрормозия (Pericopsis elata от семейство Бобови ), Pterygota macrocarpa (от семейство Слезови ) и Tieghemella heckelii (от семейство Сапотови).

## Народна медицина
Дървото се използва за различни цели в народната медицина във всичките му местни ареали (най-вече семената и кората). В Нигерия кората на стъблото се използва за производството на Maloff-HB, лекарство против малария. Няма научни доказателства, че има някакви лечебни свойства.